# Antidesma pacificum
Antidesma pacificum är en emblikaväxtart som beskrevs av Johannes Müller Argoviensis. Antidesma pacificum ingår i släktet Antidesma och familjen emblikaväxter. Inga underarter finns listade i Catalogue of Life.